# هواساز آپارتمانی
هواساز آپارتمانی یک دستگاه تهویهٔ مطبوع تمام هوا است که برای تأمین سرمایش، گرمایش و تهویهٔ هوا در واحدهای آپارتمانی استفاده می‌شود و در فضای خارجی ساختمان، بالکن یا پشت بام امکان نصب دارد. در این سیستم هوای سرد یا گرم، پس از فیلتر شدن، تزریق هوای تازه و تأمین رطوبت از طریق کانال‌کشی داخلی به ساختمان منتقل می‌شود و بر حسب وضعیت سرمایی یا گرمایی و نوع سیستم، هوای استفاده شده از طریق کانال برگشت به دستگاه بر می‌گردد. تفاوت هواساز آپارتمانی با هواساز صنعتی در سازگاری آن با شرایط معماری و ظرفیت‌های مورد نیاز واحدهای آپارتمانی است به نحوی که به راحتی در بالکن واحد قابل نصب باشد.

## اجزاء
هواساز آپارتمانی از اجزای اصلی زیر تشکیل شده‌است که امکان دارد اجزای دیگری نیز برای تأمین شرایط هوای بهتر، بازده بالاتر یا کنترل بیشتر به اجزای اصلی آن اضافه شوند.

### فن یا دمنده
فن یا دمنده، به عنوان یکی از اجزای مهم هواساز جهت جابه‌جایی و انتقال هوا در سیستم به کار می‌رود. فن به کار رفته در هواساز آپارتمانی از نوع سانتریفوژ است.

### واحد سرمایش
در مناطق گرم و خشک، سرمایش به صورت تبخیر مستقیم یا تبخیری غیر مستقیم یا تبخیری دومرحله‌ای امکان‌پذیر است و در مناطق گرم و مرطوب به صورت تبریدی تأمین می‌شود.
سرمایش به روش تبخیر مستقیم با عبور هوا از روی پدهای سلولزی مرطوب انجام می‌شود که با افزایش رطوبت هوا در یک فرایند آنتالپی ثابت دمای هوا را کاهش می‌دهد. در سرمایش تبریدی با عبور هوای ورودی از روی کویل سرد که به‌وسیلهٔ سیال مبرد سرد شده‌است انجام می‌گردد. سیال مبرد در پکیج قرار گرفته در داخل هواساز تأمین می‌شود.

### واحد گرمایش
گرمایش از طریق هوای عبورکننده از کویل آب گرم یا هیتر گازسوز داخل هواساز صورت می‌پذیرد. آب گرم مورد نیاز گرمایش به وسیلهٔ پکیج شوفاژ دیواری با کویل آب گرم منتقل می‌گردد. هوای عبوری از کویل آب گرم یا هیتر همان هوای برگشتی فیلتر شده‌است که امکان تزریق هوای تازه و همچنین رطوبت‌زنی به آن وجود دارد.

### فیلتر
در دستگاه‌های هواساز آپارتمانی در ورودی هوای پد سلولزی یا کویل‌های سردکننده یا گرم‌کننده از فیلترهای پنلی استفاده می‌گردد تا ضمن جلوگیری از ورود غبار به فضای ساختمان، فین‌های کویل‌ها را از رسوب و کاهش بازدهی محافظت نماید.

### رطوبت‌زن
فرایند رطوبت‌زنی به وسیلهٔ تبخیر از روی سطح پد سلولزی یا مه‌پاش انجام می‌شود.

### تجهیزات کنترلی
شامل ترموستات اتاقی یا کنترلر است که با کمک حسگرهای دما، رطوبت و غیره با کنترل فن، پمپ، شیرهای برقی و دمپرها شرایط تنظیم شده برای آسایش افراد در فضای داخل ساختمان را فراهم می‌کند.

## ویژگی‌ها
تأمین شرایط آسایش
تأمین شرایط سلامت و بهداشت در فصل زمستان
مصرف انرژی پایین و بازدهی بالا
کنترل قابل برنامه‌ریزی و جلوگیری از اتلاف انرژی
سرعت گرمایش بالا
کم‌صدا بودن
امکان تصفیهٔ هوا
امکان تغییر وضعیت تمام اتوماتیک
مستقل بودن سیستم تهویهٔ مطبوع برای هر واحد آپارتمانی
امکان ساخت با ابعاد سفارشی و متناسب با معماری ساختمان